# مذبحة حوسي
مذبحة حوسي (المعروفة أيضًا باسم أعمال شغب هوساي أو مذبحة جهاجي) هي مذبحة وقعَت في 30 تشرين الأول 1884 في سان فرناندو في ترينيداد، عندما أطلقت السلطات الاستعمارية البريطانية النار على المشاركين في موكب حوسي السنوي (الاسم المحلي لمهرجان محرم الشيعي) الذين مُنعوا من دخول المدينة.

## الخلفية
بعد قرار إلغاء العبودية في الإمبراطورية البريطانية، أصبح أصحاب المزارع في ترينيداد بحاجة ماسة إلى مصادر جديدة للعمالة. في عام 1839، بدأت الحكومة البريطانية برنامجًا لتجنيد العمال الهنود في كلكتا لإرسالهم إلى ترينيداد. لقد ألزموا أنفسهم بالعمل كعمال متعاقدين لمدة محددة من السنوات في المزارع. كان العمال من المسلمين في الغالب مطالَبين بالعمل سبع ساعات ونصف في اليوم، ستة أيام في الأسبوع لمدة ثلاث سنوات، مقابل أجر ضئيل يبلغ حوالي 13 سنتًا في اليوم واحد. في البداية، كان نصف المجندين من النساء، ولكن في عام 1840، انخفضت النسبة إلى ثلث عدد الرجال. في عام 1844، تم تمديد فترة التعاقد إلى خمس سنوات مع ضمان حصولهم على رحلة مجانية إلى وطنهم في نهاية خدمتهم، إذا رغبوا في ذلك. في عام 1853 تم تعديل القانون مرة أخرى للسماح للعمال المتعاقدين بإعادة التعاقد مع أنفسهم لفترة ثانية مدتها خمس سنوات أو، إذا رغبوا في ذلك، استبدال أي جزء من عقدهم من خلال سداد جزء متناسب من رسوم التعاقد الخاصة بهم.

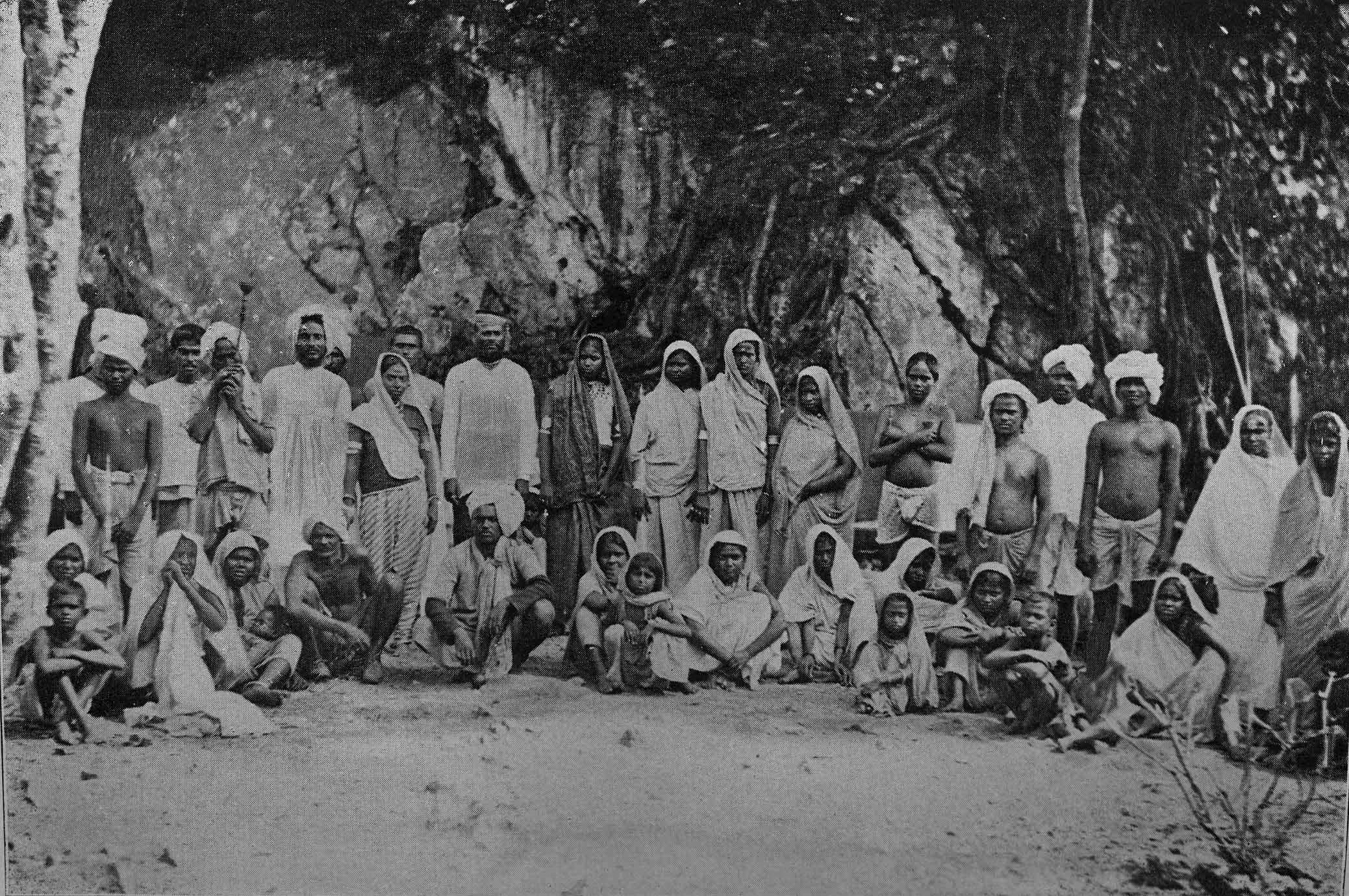
الهنود المتعاقدون الجدد في ترينيداد

كانت الاضطرابات الصناعية في المزارع تكتسب زخمًا، تبعها كساد متزايد في صناعة السكر في عام 1884. وقد غذت هذه الأجواء أيضًا الإضرابات المتكررة. في العام السابق، واجهت الجالية الأفريقية التي تحتفل بـ "كانبولاي [الإنجليزية]" قيودًا على استخدام المشاعل، مما أدى إلى رد فعل عنيف.
إن القرار الذي اتخذته السلطات بمنع الهنود من دخول المدن بمواكبهم، والتي كانت تبدأ في العقارات، "اعتبره الهنود إجراءً تعسفيًّا وغير عادل". احتج الهنود من خلال عريضة قادها هندو سوكهو و31 آخرون.
في 26 تشرين الأول، استشار الإداري جون بوش المجلس التنفيذي بشأن "الترتيبات النهائية الواجب اتخاذها للحفاظ على النظام خلال فترة هوسيا." وقد أبلغ القائم بأعمال السكرتير الاستعماري، السيد باين، قائد شرطة المفتشين، الكابتن بيكر، وأصدر له تعليمات تتعلق "بنشر قوات الشرطة، والبحارة من السفينة الحربية HMS Dido، وقوة من المتطوعين." وفي 27 تشرين الأول، قام الكابتن بيكر بمراقبة الوضع شخصيًا. وفي اليوم التالي، أفاد بيكر أن الهنود لن يحاولوا دخول مدينة سان فرناندو. وفي سلسلة من البرقيات، حاول بيكر تجنّب مواجهة مسلحة مع الهنود؛ ومع ذلك، بدا أن السيد باين مصرّ على حدوث مثل هذه المواجهة لإظهار من هو صاحب السلطة أمام الهنود. (شانتال رامناين)

## أحداث 30 تشرين الأول 1884
وفي منتصف النهار، شُوهد الموكب الأول المكون من 6000 شخص يقترب من سان فرناندو، ووصل إلى كروس كروسينج حوالي الساعة 2:30 بعد الظهر، وواصل طريقه إلى مدخل شارع سيبيرو. هناك التقى الحشد بقوات بريطانية بقيادة الرائد بولز من فوج شمال ستافوردشاير الأول [الإنجليزية]. قرأ القاضي المحلي، السيد تشايلد، قانون مكافحة الشغب [الإنجليزية]، وعندما فشل الحشد في التفرق، أمر تشايلد الشرطة بإطلاق النار عليهم. تم إطلاق وابلين من الرصاص على الحشد.[بحاجة لمصدر]
وفي تقاطع مون ريبوس بين طريقي برينسز تاون والطريق الدائري، تعرضت الحشود الهندية أيضًا لإطلاق نار. كان الموكب في الأفق حوالي الساعة 3:30 مساءً. أصدر القائد بيكر الأمر بإطلاق دفعة واحدة من الرصاص مع تطبيق قانون الشغب.[بحاجة لمصدر]

## عدد القتلى
يذكر المؤرخ مايكل أنتوني أن تسعة أشخاص قُتلوا وجُرح 100 في بوابة تول (على الجانب الجنوبي من المدينة)، بينما أصيب آخرون في مون ريبوس (على الجانب الشرقي من المدينة) وفي طريق بوانت-آ-بيير على الجانب الشمالي. ويشير المؤرخ الهندي برابهو ب. موهاباترا إلى أن عدد القتلى بلغ 22 قتيلًا، وأكثر من مائة جريح.

## طالع أيضًا
- تاريخ ترينيداد وتوباغو

## قراءة إضافية
- Singh, Kelvin (1988). The Bloodstained Tombs: The Muharram Massacre in Trinidad 1884. Macmillan Education. ISBN:0-333-47177-6.